# Campeonato Mundial de Piragüismo en Maratón de 2023
El XXX Campeonato Mundial de Piragüismo en Maratón se celebró en Vejen (Dinamarca) entre el 31 de agosto y el 3 de septiembre de 2023 bajo la organización de la Federación Internacional de Piragüismo (ICF) y la Federación Danesa de Piragüismo.
Las competiciones se realizaron en el lago Jels, ubicado al sur de la ciudad danesa.

## Medallistas

### Distancia corta

#### Masculino
| Evento     | Oro                                       | Plata                                | Bronce                               |
| ---------- | ----------------------------------------- | ------------------------------------ | ------------------------------------ |
| K1 (31.08) | Fernando Pimenta Portugal 14:14,32        | Mads Pedersen Dinamarca 14:15,85     | Eivind Vold · Noruega · 14:28,66     |
| C1 (31.08) | Manuel Antonio Campos · España · 16:34,89 | Mateusz Zuchora · Polonia · 16:44,55 | Mateusz Borgieł · Polonia · 16:51,98 |

#### Femenino
| Evento     | Oro                                  | Plata                               | Bronce                                |
| ---------- | ------------------------------------ | ----------------------------------- | ------------------------------------- |
| K1 (31.08) | Melina Andersson · Suecia · 15:55,88 | Vanda Kiszli · Hungría · 15:56,65   | Eva Barrios · España · 16:04,08       |
| C1 (31.08) | Zsófia Kisbán · Hungría · 18:49,34   | Liudmyla Babak · Ucrania · 19:16,47 | Olena Tsyhankova · Ucrania · 19:42,64 |

### Maratón clásico

#### Masculino
| Evento     | Oro                                                        | Plata                                                | Bronce                                                   |
| ---------- | ---------------------------------------------------------- | ---------------------------------------------------- | -------------------------------------------------------- |
| K1 (02.09) | Mads Pedersen Dinamarca 1:57:57,48                         | Andrew Birkett Sudáfrica 2:00:29,33                  | Eivind Vold · Noruega · 2:00:30,20                       |
| K2 (03.09) | José Ramalho Fernando Pimenta Portugal 1:54:35,11          | Quentin Urban Jérémy Candy Francia 1:54:35,89        | Jon Vold · Eivind Vold · Noruega · 1:54:36,42            |
| C1 (02.09) | Manuel Antonio Campos · España · 1:43:35,11                | Márton Kövér · Hungría · 1:43:35,67                  | Manuel Garrido · España · 1:44:00,00                     |
| C2 (03.09) | Manuel Antonio Campos · Diego Romero · España · 1:37:29,06 | Fernando Busto · Diego Miguens · España · 1:37:41,21 | Mateusz Zuchora · Mateusz Borgieł · Polonia · 1:38:05,63 |

#### Femenino
| Evento     | Oro                                                 | Plata                                                 | Bronce                                             |
| ---------- | --------------------------------------------------- | ----------------------------------------------------- | -------------------------------------------------- |
| K1 (02.09) | Vanda Kiszli · Hungría · 1:56:58,92                 | Melina Andersson · Suecia · 1:58:50,10                | Christie MacKenzie Sudáfrica 1:59:05,43            |
| K2 (03.09) | Vanda Kiszli · Emese Kőhalmi · Hungría · 1:53:31,57 | Tania Álvarez · Tania Fernández · España · 1:53:32,00 | Csilla Rugási · Panna Csépe · Hungría · 1:53:32,45 |
| C1 (02.09) | Liudmyla Babak · Ucrania · 1:18:49,00               | Olena Tsyhankova · Ucrania · 1:20:10,24               | Paulina Grzelkiewicz · Polonia · 1:22:00,90        |

## Medallero
| Núm. | País      | Oro | Plata | Bronce | Total |
| ---- | --------- | --- | ----- | ------ | ----- |
| 1    | España    | 3   | 2     | 2      | 7     |
| 2    | Hungría   | 3   | 2     | 1      | 6     |
| 3    | Portugal  | 2   | 0     | 0      | 2     |
| 4    | Ucrania   | 1   | 2     | 1      | 4     |
| 5    | Dinamarca | 1   | 1     | 0      | 2     |
| 5    | Suecia    | 1   | 1     | 0      | 2     |
| 7    | Polonia   | 0   | 1     | 3      | 4     |
| 8    | Sudáfrica | 0   | 1     | 1      | 2     |
| 9    | Francia   | 0   | 1     | 0      | 1     |
| 10   | Noruega   | 0   | 0     | 3      | 3     |
|      | TOTAL     | 11  | 11    | 11     | 33    |